# Де Йонге, Тика
Тика де Йонге (нидерл. Tika de Jonge; род. 11 марта 2003, Зирикзе, Зеландия) — нидерландский футболист, полузащитник клуба «Гронинген».

## Клубная карьера
Де Йонге — воспитанник клубов «Фейеноорд», НАК Бреда и «Гронинген». 20 октября 2023 года в матче против «Де Графсхап» он дебютировал в Эрстедивизи в составе последних. По итогам сезона игрок помог клубу выйти в элиту. 9 августа 2024 года в матче против НАК Бреда он дебютировал в Эредивизи. 15 февраля 2025 года в поединке против «Виллема» Тика забил свой первый гол за «Гронинген».